# Xiantong si
Xiantong si (Klasztor Ukazania się, chiń. upr. 显通寺; chiń. trad. 顯通寺; pinyin Xiǎntōng sì) – chiński klasztor buddyjski położony w prowincji Shanxi, obok Baima si uważany za najstarszy klasztor w Chinach.

## Historia klasztoru
Klasztor Xiantong został wybudowany w I wieku w okresie panowania cesarza Minga ze wschodniej dynastii Han (25-220). Jest uważany za najstarszy klasztor w Chinach, na równi z Klasztorem Białego Konia (Baima si) w Luoyangu. Jest to także największy klasztor z pięciu słynnych klasztorów wybudowanych na górze Wutai (znanej także jako Qingliang). Położony jest u stóp szczytu Lingjiu. Jego pierwotną nazwą była Dafulinjiu si. Góra Wutai została "odkryta" w 68 roku przez dwóch misjonarzy i tłumaczy hinduskich Kaśjapamatangę (chiń. Shemoteng) i Dharmarakszę (chiń. Zhufalan), którym przypominała górę Sępa w Indiach (miejsce, w którym nauczał Budda) i wyprosili u cesarza Minga wybudowanie klasztoru. 
Cesarz Xiaowen z północnej dynastii Wei (386-534) przebudował i rozbudował klasztor do dwunastu dziedzińców. Przed klasztorem znajdował się ogród, więc klasztor zwano także "Klasztorem Ogrodowym".
Około 784 r. do klasztoru przybył Chengguan, główny mistrz szkoły huayan i poprosił mnichów o wybudowanie pawilonu, w którym mógłby pisać swoje dzieła. Mnisi spełnili prośbę, co świadczy o wielkiej reputacji jaką się cieszył. Klasztor nosił wtedy nazwę Huayan. Chengguan przebywał na górze Wutai przez około 10 lat i stąd wzięło się jego nazwisko Qingliang.
Klasztor został odbudowany przez mistrza chan Miaofenga Fudenga (1540-1612), który został jego opatem. Odbudowując klasztor Miaofeng wykorzystał rewolucyjną technikę budowlaną epoki Ming zwaną "bezbelkową" lub "nieograniczoną" (chin. wuliang dian). Budynki były murowane z cegły, a grube mury wspierały sklepienia łukowe i podniesione stropy bez wykorzystywania drewnianych ram. Do tej pory ten system wykorzystywano jedynie w grobowcach i pagodach. Z dwunastu znanych przykładów tej architektury, aż pięć pochodzi właśnie od Miaofenga.
Obecnie w klasztorze znajduje się 400 pomieszczeń. Zostały one wybudowane w stylu naśladującym styl dynastii Ming i Qing. Klasztor zajmuje 80000 metrów kwadratowych powierzchni.
W klasztorze znajdują się trzy pawilony wykonane w okresie Ming (1368–1644) z czystej miedzi, na której wyryto ozdobne wzory będące tłem dla odlanych z brązu figurek buddyjskich. Nieco z boku znajdują się dwie pagody także z okresu Ming wykonane z brązu. Każda z nich ma osiem metrów wysokości. Pokryte są one odlanymi figurkami buddyjskimi, ozdobione wzorami i różnymi napisami.
Gmach Wulian (Bezbelkowy) jest wybudowany z cegieł - liczy siedem standardowych miar szerokości budynków i cztery - głębokości. Mimo że jest murowany naśladuje styl budynków drewnianych. Wewnątrz znajduje się posąg buddy Amitabhy.
W pagodzie Sutry Huayan jest przechowywany cenny jej egzemplarz.
Klasztor był wielokrotnie odnawiany i zmieniał nazwy. Ostatecznie w 1687 roku został nazwany klasztorem Xiantong za cesarza Kangxi z dynastii Qing.
Obecnie jest jednym ze 142 głównych klasztorów Chin.

## Obiekty
- brązowy dzwon ważący 5000 kilogramów
- miedziane pawilony
- posąg buddy Amitabhy
- Brązowy Pawilon (chiń. Tong dian)

## Galeria

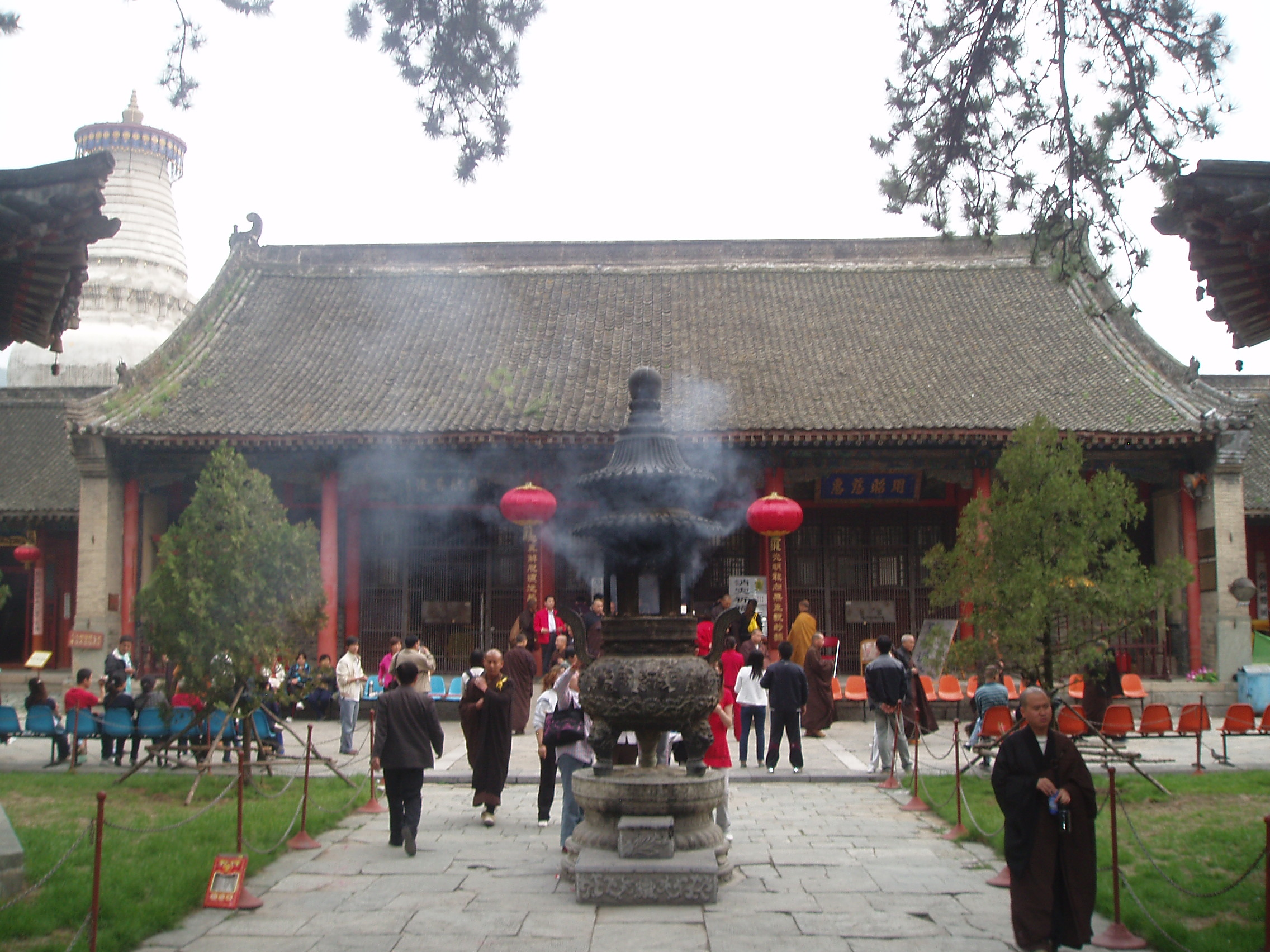
Wielki Gmach
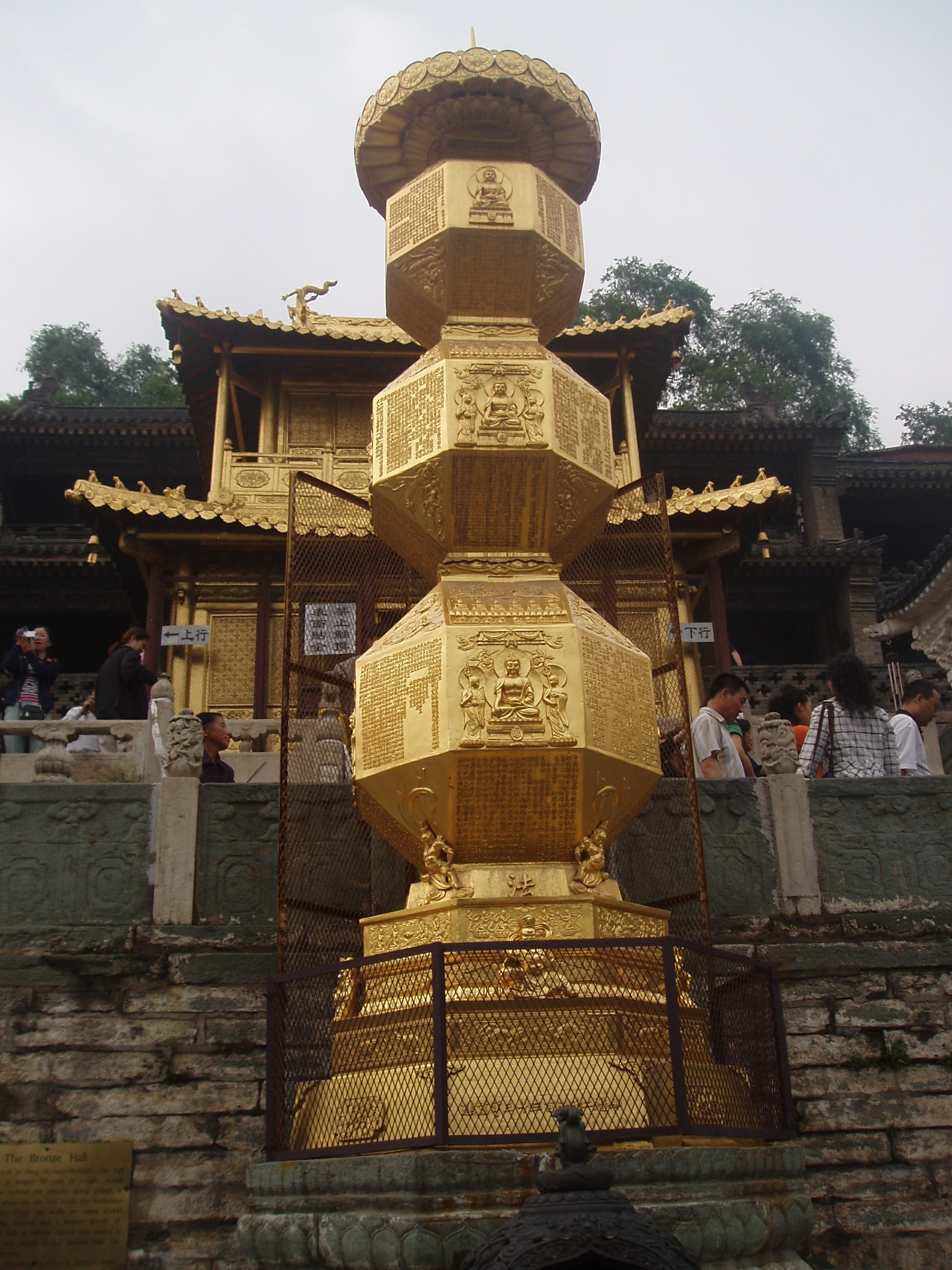
Miedziana pagoda